# Фаносян, Арсен
Арсен Фаносян (Արսեն Փանոսյան) — армянский резчик по дереву.
Родился в селе Аргел (Лусакерт) Котайкской области Армении. Художественной (декоративной) резьбой по дереву начал заниматься уже в детские годы, набираясь опыта у известного скульптора Овсепа Маргаряна.
Работы Фаносяна трижды удостаивались золотых медалей международных выставок, многие из них представлены в музеях и частных коллекциях.
В 1998 году он подарил родному селу Аргел  мемориальный комплекс крест-камней (хачкаров) в память о погибших в Первой карабахской войне. А в 2001 году подарил селу мемориал «Христианская Армения», состоящий из 15 крест-камней.
В установленных в немецких городах Бремен и Брауншвейг его крест-камнях увековечена память жертв геноцида армян 1915 года. Крест-камни Мастера Арсена в память о погибших в Карабахской войне установлены в десятках поселков Армении и Нагорного Карабаха. Его работы установлены также во дворах многих армянских церквей.
В 2004-м Арсену Фаносяну была вручена Медаль Мовсеса Хоренаци, а в 2010-м Орден «Святой Нерсес Шнорали» Армянской Апостольской Церкви.
В течение более чем пятидесятилетней деятельности Арсен Фаносян вместе с сыновьями Артуром и Паруйром был участником и призёром многих международных выставок и фестивалей, создал свыше 300 деревянных и 150 каменных работ.

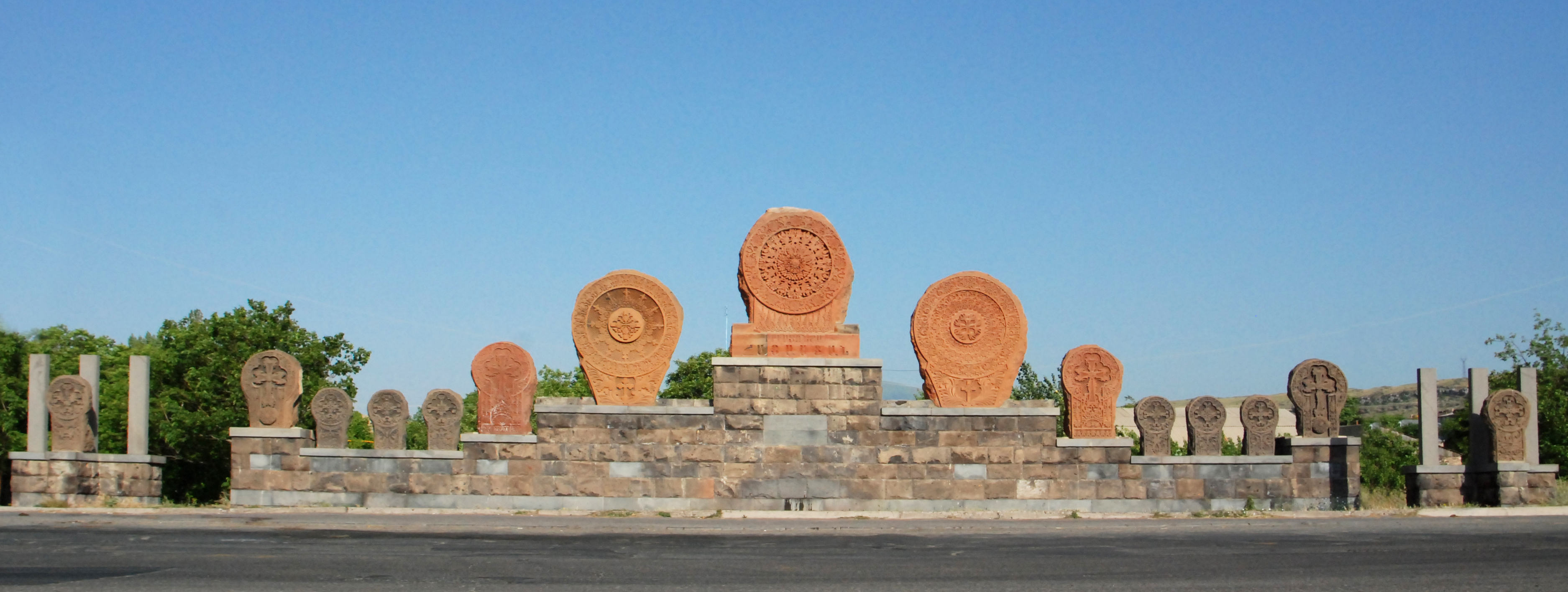
Mемориальный комплекс крест-камней (хачкаров) «Христианская Армения»
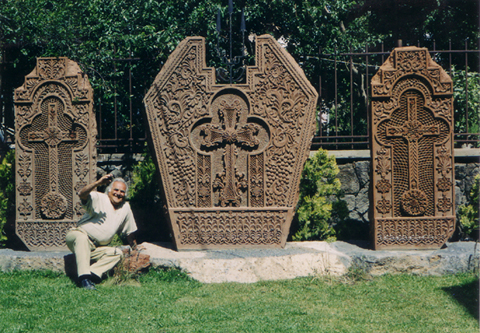
С. Чкнах, Арсен Фаносян во дворе церкви, рядом со своими произведениями
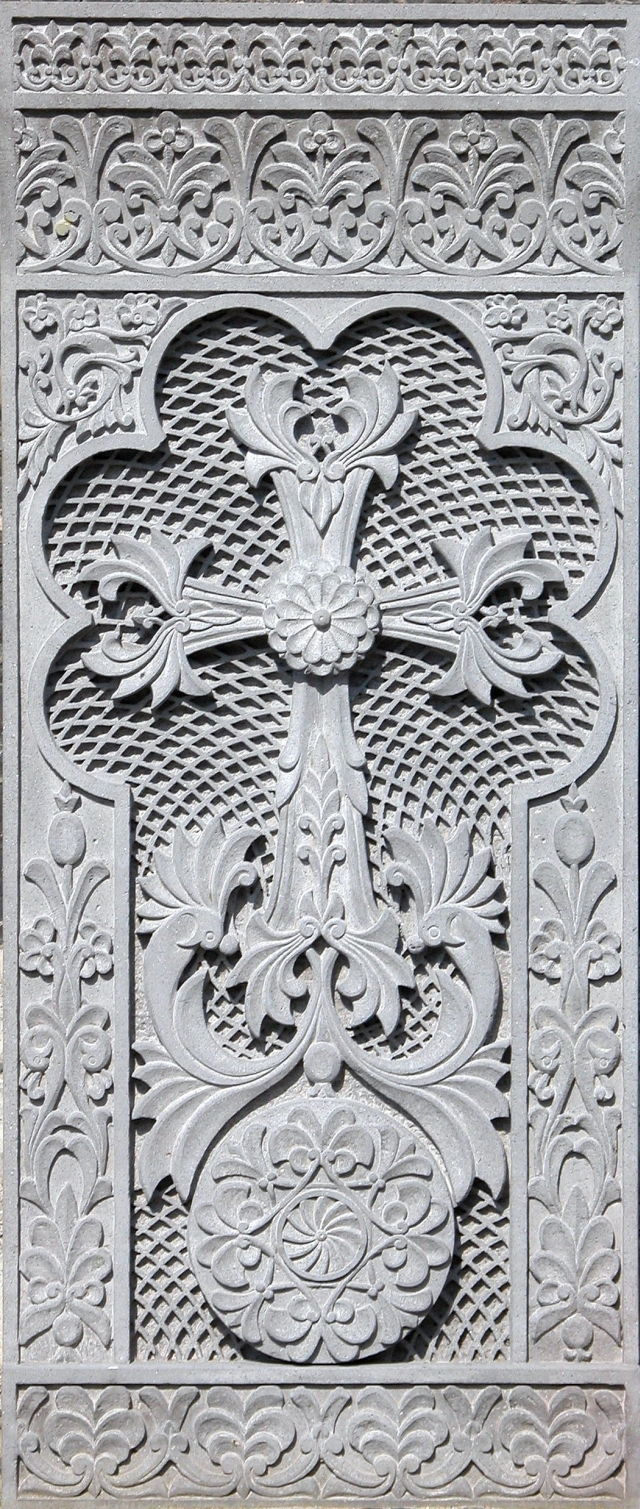
Braunschweig Brunswick Khatchkar (2006)